# Dieta Atkins

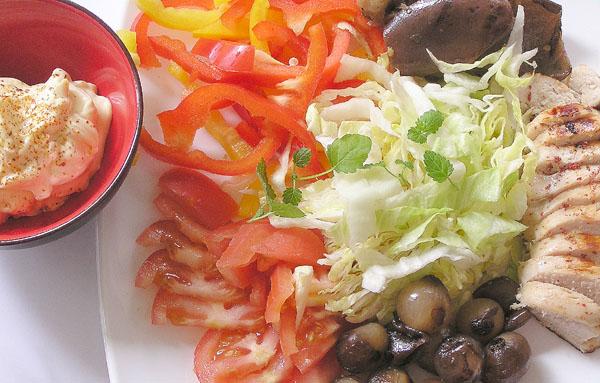
Comida típica de la dieta Atkins

El método nutricional de Atkins, conocido coloquialmente como Dieta Atkins, se atribuye al cardiólogo estadounidense Robert C. Atkins. Este médico publicó a principios de la década de 1970 un libro titulado La revolución dietética del Dr. Atkins en el que preconizaba la pérdida de peso a través de una dieta caracterizada por el consumo de alimentos de bajo contenido de glúcidos. Su propuesta fue inmediatamente cuestionada por la comunidad científica. Posteriormente, y con el fin de soslayar algunas situaciones deficitarias de la dieta (como el aporte insuficiente de fibra dietética), reeditó el libro en 1992 bajo el título de 'La nueva revolución dietética del Dr. Atkins'. No obstante, hay que señalar que esta dieta no es originalmente suya, sino que ya se usaba en 1863 bajo el nombre de Dieta de Banting (William Banting publicó en esta fecha un panfleto en el que relataba su propia pérdida de peso siguiendo una dieta en la que predominaban los productos cárnicos).

## Efectos
Esta dieta es una más de las que se denominan dietas cetogénicas, es decir, dietas que entre otros cambios metabólicos promueven la liberación de cuerpos cetónicos.

### Características nutricionales
Una dieta Atkins típica se caracteriza por un desequilibrio en el aporte de nutrientes, según las Ingestas Diarias Recomendadas (IDR) para la población adulta (véase la Tabla 2). Así, por ejemplo, la grasa puede suponer el 29-44% de la energía diaria o los glúcidos suponen el 5-19% de la energía, cuando los valores recomendados (por la OMS) son el 30% de grasas y el 55-60% de glúcidos.
| componente            | dieta Atkins | IDR          |
| --------------------- | ------------ | ------------ |
| Energía (kcal)        | 1152-1990    | 2000-2200    |
| Grasa (g)             | 75-114       | 65           |
| Colesterol (mg)       | 275-300      | 300          |
| Proteína (g)          | 102-125      | 75           |
| Glúcidos (g)          | 13-95        | 300 (mínimo) |
| Fibra alimentaria (g) | 3-13         | 20-35        |

### Efectos metabólicos y fisiológicos
Como se ha mencionado antes, el efecto metabólico más notable a consecuencia de la dieta Atkins es la cetosis, ya que en el caso de sujetos con diabetes tipo 2 que han seguido una dieta baja en glúcidos, la concentración plasmática de cuerpos cetónicos se incrementó desde 130 μmol/l hasta 653 μmol/L. En el caso de sujetos sanos, estos niveles plasmáticos no sólo se incrementaron, sino que incluso permanecieron más altos cuando abandonaron la dieta. Otros efectos son la reducción del apetito, hasta el punto de que se ingieren 1000 kcal/día menos. Contrariamente a lo esperado, se ha señalado que los sujetos que siguen este tipo de dietas han reducido los niveles plasmáticos de triglicéridos y de lipoproteínas VLDL.
Finalmente, y en cuanto a la reducción del peso corporal, ésta se debe a la pérdida de agua en sus primeras fases y a la pérdida parcial de grasa corporal cuando se prolonga la dieta. Cuando se siguen las dietas bajas en glúcidos durante períodos de tiempo reducidos (no más de 3 meses), la pérdida de grasa varía entre el 4,5% en sujetos normales y el 20% en sujetos obesos. Esta es una de las razones por las que se han propuesto las dietas bajas en glúcidos para el tratamiento de la obesidad

### Otros datos
A pesar de los aparentes defectos de la dieta Atkins en particular, y de las dietas cetogénicas en general, aún persiste la susceptibilidad en la comunidad científica. Algunas de las razones para ello es que los estudios realizados sobre sus posibles beneficios (y posteriores perjuicios) son de corta duración o que, a largo plazo, no son más eficaces que las dietas convencionales para reducir el peso
Asimismo, puesto que en la dieta Atkins se suprime o reduce el consumo de gluten, la mejoría del estado de salud general o el alivio de molestias digestivas con esta dieta puede indicar la presencia de una enfermedad celíaca no reconocida. Situación similar se produce con otras dietas, tales como la dieta baja en carbohidratos, la dieta paleolítica o la dieta baja en FODMAP, lo cual podría enmascarar o impedir el diagnóstico y correcto tratamiento de la enfermedad celíaca y causar serias consecuencias sobre la salud. Si no se retira el gluten de manera estricta y mantenida de por vida, la enfermedad celíaca puede provocar complicaciones muy graves, entre las que cabe señalar diversos tipos de cáncer (tanto del aparato digestivo, con un incremento del riesgo del 60%, como de otros órganos), trastornos neurológicos y psiquiátricos, otras enfermedades autoinmunes y osteoporosis.

 Solo la retirada del gluten de manera estricta y mantenida de por vida, permite la recuperación y evita o disminuye el riesgo de desarrollar complicaciones. Asimismo, el retraso en el diagnóstico de la enfermedad celíaca aumenta la probabilidad de desarrollar cánceres.
Finalmente, no existe un consenso científico claro del hecho que las dietas bajas en glúcidos sean más eficaces para tratar la obesidad o ciertas enfermedades asociadas a la resistencia insulínica. Para esto último parecen más útiles las dietas de bajo índice glucémico basadas en bajo contenidos de azúcares simples y ricas en fibra dietética..